# Duplex Motor Engineering
Die Duplex Motor Engineering Co. Ltd. war ein britischer Automobilhersteller in London. Von 1906 bis 1908 wurden dort Wagen der oberen Mittelklasse hergestellt.
Der Duplex 30 hp hatte einen Zweitaktmotor mit rund 3,5 l Hubraum. Dies war vermutlich der größte Zweitaktmotor, der jemals in ein Automobil eingebaut wurde.
Der Wagen war teuer und konnte nicht überzeugen, sodass er drei Jahre nach seiner Vorstellung wieder vom Markt verschwand.
Im Jahr 1907 bot Duplex auch Lastkraftwagen an: Einen Eintonner mit Zweizylindermotor und 20 HP mit Kardanantrieb, einen Anderthalbtonner mit Dreizylindermotor und 30 HP mit Kettenantrieb.